# Barbaira
Barbaira település Franciaországban, Aude megyében. Lakosainak száma 787 fő (2022. január 1.). Barbaira Capendu, Floure, Marseillette, Trèbes és Val-de-Dagne községekkel határos.

## Népesség
A település népessége az elmúlt években az alábbi módon változott:
| Lakosok száma | 512  | 473  | 474  | 613  | 738  | 736  | 750  | 777  | 793  | 787  |
|               | 1968 | 1982 | 1990 | 2006 | 2013 | 2015 | 2017 | 2019 | 2020 | 2022 |